# Balle au cordon
La balle au cordon est un jeu sportif. Il se pratique avec 10 à 16 enfants à partir de 8 ans.

## Matériel
- Deux ou quatre ballons
- De la corde

## But du jeu
Lancer les balles sous le cordon pour qu’elles atteignent la ligne de fond adverse.

## Règles
On trace un terrain rectangulaire. Il est partagé par un cordon tendu à environ 60 cm du sol et qui fait office de filet. De part et d’autre de ce cordon, dans les deux camps, une zone interdite empêche les joueurs de s’approcher de la corde. La zone neutre est large d’environ un mètre dans chaque camp.
Chaque équipe occupe sa moitié de terrain, sans pénétrer dans la zone interdite. Elle est en possession d’une ou de deux balles. Au signal, les porteurs des ballons tentent d’envoyer ceux-ci à la main par-dessous le filet pour que les balles atteignent la ligne de fond adverse. Les joueurs de l’équipe adverse tentent, eux, d’empêcher les ballons de passer leur ligne de fond. Une balle
qui passe au-dessus du cordon ne compte pas.
Les joueurs peuvent se déplacer librement dans leur camp mais il est interdit de lancer à moins d’un mètre du cordon. Chaque balle franchissant la ligne de fond, après être passée sous le cordon, apporte un point à l’équipe qui a réussi le lancer.
L’équipe gagnante est celle qui, après un temps de jeu défini, a le plus de points.